# Michaił Parsegow
Michaił (Mikael) Artiemjewicz Parsegow (orm. Միքայել Պարսեղով, ros. Михаил (Микаел) Артемьевич Парсегов; ur. 3 czerwca?/15 czerwca 1899 we wsi Madatkent (obecnie Kołchozaszen) w Górskim Karabachu, zm. 27 kwietnia 1964 w Leningradzie) – radziecki dowódca wojskowy narodowości ormiańskiej, generał pułkownik artylerii, Bohater Związku Radzieckiego (1940).

## Życiorys
Urodził się w ormiańskiej rodzinie. W wieku 12 lat został osierocony, po czym wyjechał do Azji Środkowej w poszukiwaniu pracy. W 1916 został powołany do rosyjskiej armii, brał udział w I wojnie światowej na Froncie Kaukaskim. W 1918 ochotniczo wstąpił do nowo utworzonej Armii Czerwonej i został członkiem RKP(b), od listopada 1918 do listopada 1919 walczył z basmaczami na Froncie Turkiestańskim, później walczył w Emiracie Buchary przeciwko grupom popierającym emira. W 1922 skończył kursy dowódców artylerii w Taszkencie, później służył w Leningradzkim Okręgu Wojskowym, w 1926 ukończył kursy doskonalenia kadry dowódczej i został dowódcą baterii w 13 pułku piechoty. W marcu 1928 został dowódcą dywizjonu pułku artylerii ciężkiej, w sierpniu 1930 dowódcą 5 samodzielnego terytorialnego dywizjonu w Nadwołżańskim Okręgu Wojskowym, a w listopadzie 1931 dowódcą i komisarzem 57 pułku artylerii Zabajkalskiego Okręgu Wojskowego. W 1936 ze złotym medalem ukończył Akademię Wojskową im. Frunzego i został dowódcą 69 pułku artylerii ciężkiej w 19 Korpusu Piechoty, a w lipcu 1937 naczelnikiem artylerii Leningradzkiego Okręgu Wojskowego. Brał udział w wojnie z Finlandią jako dowódca artylerii 7 Armii w stopniu komdiwa, przyczyniając się do przełamania fińskiej obrony i linii Mannerheima na początku marca 1940. Za zasługi bojowe w wojnie zimowej otrzymał tytuł Bohatera Związku Radzieckiego.
W lipcu 1940 został generalnym inspektorem artylerii Armii Czerwonej, a na początku czerwca 1941 naczelnikiem artylerii Kijowskiego Specjalnego Okręgu Wojskowego. Po ataku Niemiec na ZSRR był zastępcą dowódcy i jednocześnie naczelnikiem artylerii Frontu Południowo-Zachodniego. Brał udział m.in. w operacji jeleckiej i barwienkowsko-łozowskiej w grudniu 1941 i w styczniu 1942, w których się wyróżnił. Od stycznia do lipca 1942 był dowódcą 40 Armii na Froncie Południowo-Zachodnim i od maja 1942 Briańskim, w lipcu 1942 został mianowany dowódcą artylerii Frontu Dalekowschodniego. W wojnie z Japonią w 1945 był naczelnikiem artylerii 2 Frontu Dalekowschodniego, wnosząc duży wkład w rozbicie Armii Kwantuńskiej. Brał udział w zajęciu Harbinu i innych miast i miejscowości w Chinach, a także południowej części Sachalina i Kuryli. Po wojnie dowodził artylerią Dalekowschodniego Okręgu Wojskowego, we wrześniu 1946 został zastępcą dowódcy artylerii w Północnej Grupie Wojsk w Polsce. W 1948 ukończył wyższe kursy akademickie przy Wyższej Akademii Wojskowej im. Woroszyłowa i został dowódcą artylerii Białoruskiego, a w czerwcu 1954 Leningradzkiego Okręgu Wojskowego. Od sierpnia 1961 był naczelnikiem wydziału w Wojskowej Akademii Artylerii im. Kalinina.

## Awanse
- kombrig (17 lutego 1938)
- komdiw (5 listopada 1939)
- komkor (21 marca 1940)
- generał porucznik artylerii (4 czerwca 1940)
- generał pułkownik artylerii (18 lutego 1958)

## Odznaczenia
- Złota Gwiazda Bohatera Związku Radzieckiego (21 marca 1940)
- Order Lenina (trzykrotnie, 15 stycznia 1940, 21 marca 1940 i 21 lutego 1945)
- Order Czerwonego Sztandaru (czterokrotnie, 22 lutego 1938, 27 grudnia 1941, 3 listopada 1944 i 20 czerwca 1949)
- Order Suworowa II klasy (8 września 1945)

I medale.